# Village minier de Bourlamaque

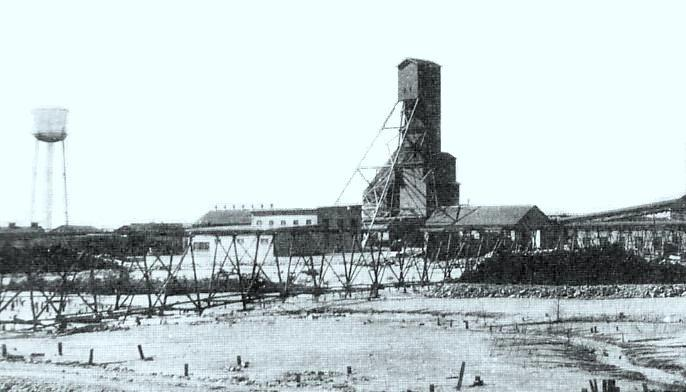
La mine d'or Lamaque, 1920

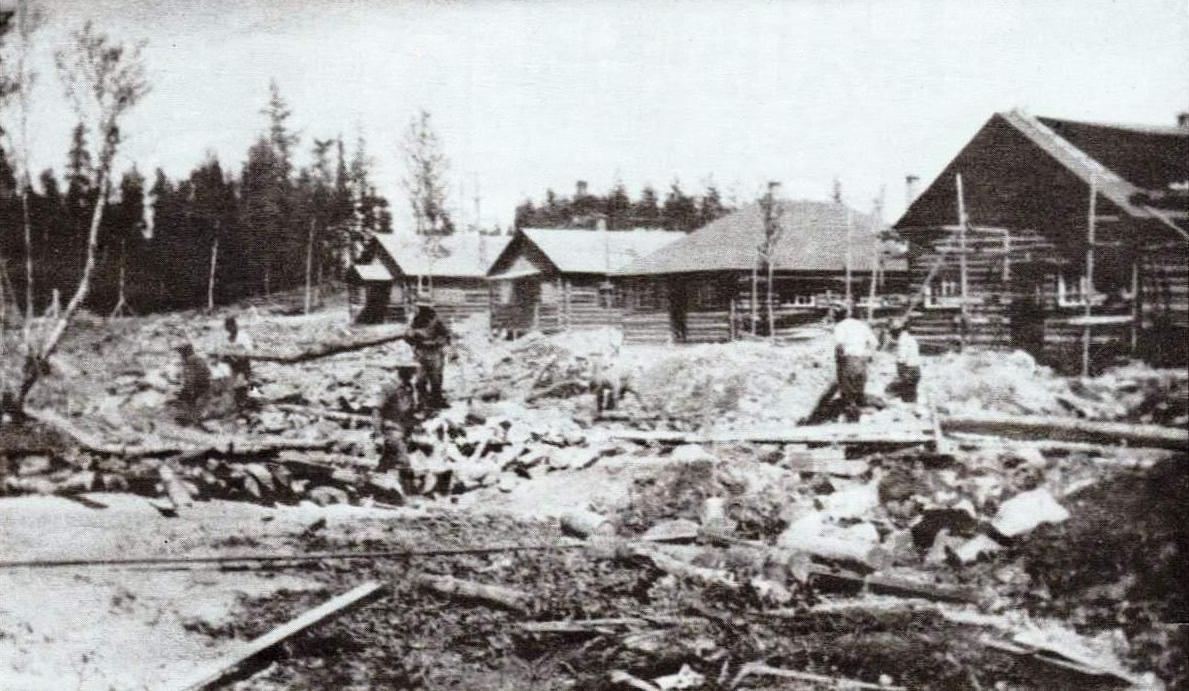
Bourlamaque, 1935, construction des maisons, des égouts et des aqueducs

Le Village minier de Bourlamaque est un site historique classé le 1er juin 1979 par le ministère des Affaires culturelles du Québec en vertu de la Loi sur les biens culturels. Il s'agit d'un ancien village où logeaient les mineurs de la mine Lamaque. Ce village, fondé en 1934, est toujours habité au sein de la ville de Val-d'Or, en Abitibi-Témiscamingue.

## Description
Le classement s'applique à la portion du territoire de l'ancienne ville de Bourlamaque qui comprend un ensemble résidentiel construit par la compagnie Lamaque Gold Mines Limited pour ses employés. Dans cet ensemble résidentiel, on retrouve 68 maisons unifamiliales en bois rond représentant l'habitation au début de la colonisation de l'Abitibi-Témiscamingue.
Situé dans le canton de Bourlamaque et dans la limite est de l’actuelle ville de Val-d'Or, le site accueillera dès 1923 après la découverte d’un filon d’or, un premier aménagement établi sous la direction de Robert C. Clark qui se composera de quelques tentes et de constructions en pièce sur pièce dans le but de pourvoir aux besoins des premières cohortes de travailleurs. Gabriel Commanda, un Anicinabe de Kitigan Zibi, a joué un rôle particulièrement important dans la découverte de ce gisement.
Suivant près d’une décennie d’exploration, la Lamaque Gold Mines Limited entrera en phase d’extraction du minerai en 1934. Conséquemment à ce début de production, la minière mandatera un groupe de professionnels qui aura à définir un plan d’aménagement pour la ville qu’elle entend fonder afin d’y loger ses travailleurs.
Ceux-ci auront entre autres à planifier sur les terrains adjacents à la mine, un aménagement urbain et un parcellaire permettant la construction de résidences pavillonnaires unifamiliales. L’aménagement et le tracé des rues seront plutôt simples. Il consisteront en un système parcellaire relativement orthogonal constitué de 4 parcelles parallèles alignés nord-sud, deux parcelles longitudinales au sud, tracés par des rues non pavées et un système d’allées de dessertes en cœur d’îlot, ce, dans un plan général se butant dans sa partie nord à un affleurement rocheux en surplomb qui servira à la construction d’édifices dédiés à la minière et de résidences cossues pour la direction.
Ce système parcellaire typique de certains aménagements urbains de la fin du XIXe siècle et du début du XXe siècle dans les milieux anglo-saxons, accueillera 68 maisons, alignées entre elles et construites de billes d'épinettes blanches et grises lors de l'hiver 1934-1935, récupérées à même la forêt qui prenait place sur le site. Outre ces maisons attribuées aux travailleurs mariés, des bâtiments seront érigés et assignés aux différents employés selon leur statut et leur rang professionnel, et des pensions seront construites dans la partie est afin d’y loger les travailleurs célibataires.
Les travailleurs n’étaient pas tenus d’habiter Bourlamaque, et maints logeaient dans la ville limitrophe de Val-d'Or, aussi en pleine émergence mais selon une planification urbaine chaotique comme dans la plupart des villes de type Boomtown de cette région du Canada.
Cette prise en charge complète de cette commune industrielle par la minière, où même la totalité des constructions est desservie par des infrastructures souterraines construites et entretenues par la compagnie, perdurera jusqu'à l'arrivée du premier maire non employé par la minière.

## Tourisme
Bien qu'il soit toujours habité par des résidents, le Village minier de Bourlamaque est aussi un site touristique de la Vallée-de-l'Or. Une des maisons est consacrée aux visites touristiques L'exposition «Chez nous à Bourlamaque» y est présentée.
Le Village minier de Bourlamaque fait partie du circuit Héritage Val-d'Or qui relate l'histoire des lieux marquants de la ville de Val-d'Or.
La Cité de l'Or y propose également un circuit d’interprétation avec ou sans guide. Les touristes y découvrent les maisons de pension destinées principalement aux mineurs célibataires, leur cafétéria, le dispensaire, le pavillon d’accueil et les  demeures réservées aux dirigeants de la compagnie minière.
Il est aussi possible de visiter le Village minier à l'aide d'un audioguide. C'est la voix de Pierre Brassard, comédien et humoriste natif de Val-d’Or, qui prête sa voix pour l'expérience.
Le Village minier est aussi le lieu de plusieurs événements culturels et communautaires comme L'Hiver en fête, le Festival d'humour de l'Abitibi-Témiscamingue et le festival de Blues.
La Cité de l'Or, composée du Village de Bourlamaque et de l'ancienne mine Lamaque, fait partie du Réseau muséal de l'Abitibi-Témiscamingue.